# Enoplus meridionalis
Enoplus meridionalis är en rundmaskart som beskrevs av Steiner 1921. Enoplus meridionalis ingår i släktet Enoplus och familjen Enoplidae. Inga underarter finns listade i Catalogue of Life.